# اچ‌ام‌آی‌اس لارنس (ال۸۳)
اچ‌ام‌آی‌اس لارنس (ال۸۳) (به انگلیسی: HMIS Lawrence (L83)) یک کشتی بود که طول آن ۲۲۵ فوت (۶۹ متر) بود. این کشتی در سال ۱۹۱۹ ساخته شد.